# Étupes
Étupes ist eine französische Gemeinde mit 3.711 Einwohnern (Stand: 1. Januar 2022) im Département Doubs in der Region Bourgogne-Franche-Comté. Sie gehört zum Kanton Bethoncourt im Arrondissement Montbéliard.

## Geographie
Die Gemeinde Étupes liegt auf 330 m, etwa fünf Kilometer östlich der Stadt Montbéliard (Luftlinie). Sie erstreckt sich im Osten des Beckens von Montbéliard, am Südrand der breiten Talebene beim Zusammenfluss von Savoureuse und Allan am Bach Charme, am Nordfuß der äußersten nördlichen Jurahöhen mit dem Plateau von Caux.
Die Fläche des 9,87 km² großen Gemeindegebiets umfasst einen Abschnitt des Beckens von Montbéliard am südlichen Rand der Burgundischen Pforte (Trouée de Belfort). Der nördliche Teil des Gebietes wird von der ungefähr zwei Kilometer breiten Talebene des Allan eingenommen, die durchschnittlich auf 320 m liegt. In dieser Talebene befinden sich auch die Wasserstraße des Rhein-Rhône-Kanals und die Abzweigung des Canal de la Haute-Saône.
Der südliche Gemeindeteil umfasst das Talsystem des Dorfbaches Charme. Dieser entspringt im Bereich des Dorfes, besitzt aber in seinem Einzugsgebiet mehrere Trockentäler, die in breiten Mulden in die umgebende Hochfläche eingesenkt sind. Fast die gesamte Hochfläche von Caux, die den nördlichen Abschluss des Tafeljuras bildet, ist mit Wald bestanden (Bois du Fahy und Bois des Écouteaux). Mit 406 m wird im Bois du Fahy die höchste Erhebung von Étupes erreicht.
Nachbargemeinden von Étupes sind Vieux-Charmont, Brognard und Allenjoie im Norden, Fesches-le-Châtel und Dampierre-les-Bois im Osten, Dasle, Audincourt und Taillecourt im Süden sowie Exincourt und Sochaux im Westen.

## Geschichte
Einzelne Funde weisen darauf hin, dass das Gemeindegebiet von Étupes bereits während der Römerzeit besiedelt war. Die erste urkundliche Erwähnung erfolgte im Jahr 1294 unter dem Namen Esteupes. Im Lauf der Zeit wandelte sich die Schreibweise über Estoupe (1448), Estupes (1481) und Estupe (1738) zum heutigen Étupes. Im Mittelalter gehörte Étupes zur Herrschaft Cusance-Belvoir, die im 16. Jahrhundert an die Grafen von Montbéliard kam. Diese führten 1541 die Reformation ein. Mit der Annexion der Grafschaft Montbéliard gelangte Étupes 1793 endgültig in französische Hand. Das 1770 von den Grafen erbaute dreiflügelige Schloss gelangte später in Staatsbesitz. Es wurde 1801 abgerissen, um ein Symbol des Ancien Régime zu eliminieren.
Anders als viele Gemeinden des Pays de Montbéliard blieb Étupes im 19. Jahrhundert trotz seiner Nähe zu den Peugeot-Fabriken in Sochaux landwirtschaftlich geprägt. Die Industrialisierung setzte erst im Lauf des 20. Jahrhunderts ein. Seit den 1970er Jahren entstand die Industrie- und Gewerbezone Technoland.

## Bevölkerung
| Jahr                       | 1962 | 1968 | 1975 | 1982 | 1990 | 1999 | 2006 | 2014 | 2020 |
| Einwohner                  | 2471 | 5198 | 5250 | 4671 | 3603 | 3543 | 3284 | 3633 | 3721 |
| Quellen: Cassini und INSEE |      |      |      |      |      |      |      |      |      |

Mit 3711 Einwohnern (Stand 1. Januar 2022) gehört Étupes zu den mittelgroßen Gemeinden des Départements Doubs. Nachdem die Einwohnerzahl in der ersten Hälfte des 20. Jahrhunderts relativ geringe Schwankungen gezeigt hatte, setzte ab etwa 1955 eine deutliche Bevölkerungszunahme ein: innerhalb von etwas mehr als zehn Jahren verfünffachte sich die Einwohnerzahl. Mit fast 5300 Einwohnern wurde Mitte der 1970er Jahre der bisherige Höchststand erreicht. Die Wirtschaftskrise und die Restrukturierung der Industrie im Pays de Montbéliard in der Zeit von 1975 bis 1990 führten dazu, dass viele Arbeiter und Familien wegzogen und die Einwohnerzahl stark zurückging. Dieser rückläufige Trend hält in abgeschwächter Form an. Seit dem Höchststand hat Étupes etwa 1800 Einwohner verloren, was einem Rückgang von 33 %  entspricht. Das Siedlungsgebiet von Étupes ist mit demjenigen von Exincourt beinahe lückenlos zusammengewachsen.

## Sehenswürdigkeiten
Die Kirche, ursprüngliches Patrozinium Saint-Laurent, wurde schon 1380 erwähnt und nach Zerstörung beim Einfall der Guisen (1587/1588) an gleicher Stelle als lutherisches Gotteshaus (Temple luthérien) wieder aufgebaut und 1747 vergrößert. Der heutige Turm entstand 1777–1781. Damit ist sie eine jener zwanzig Kirchen, die im Auftrag Herzog Carl Eugens in seiner langen Herrschaft neu erbaut oder erneuert wurden. Das heutige Schiff wurde 1838/1839 weitgehend neu, höher und größer erbaut.

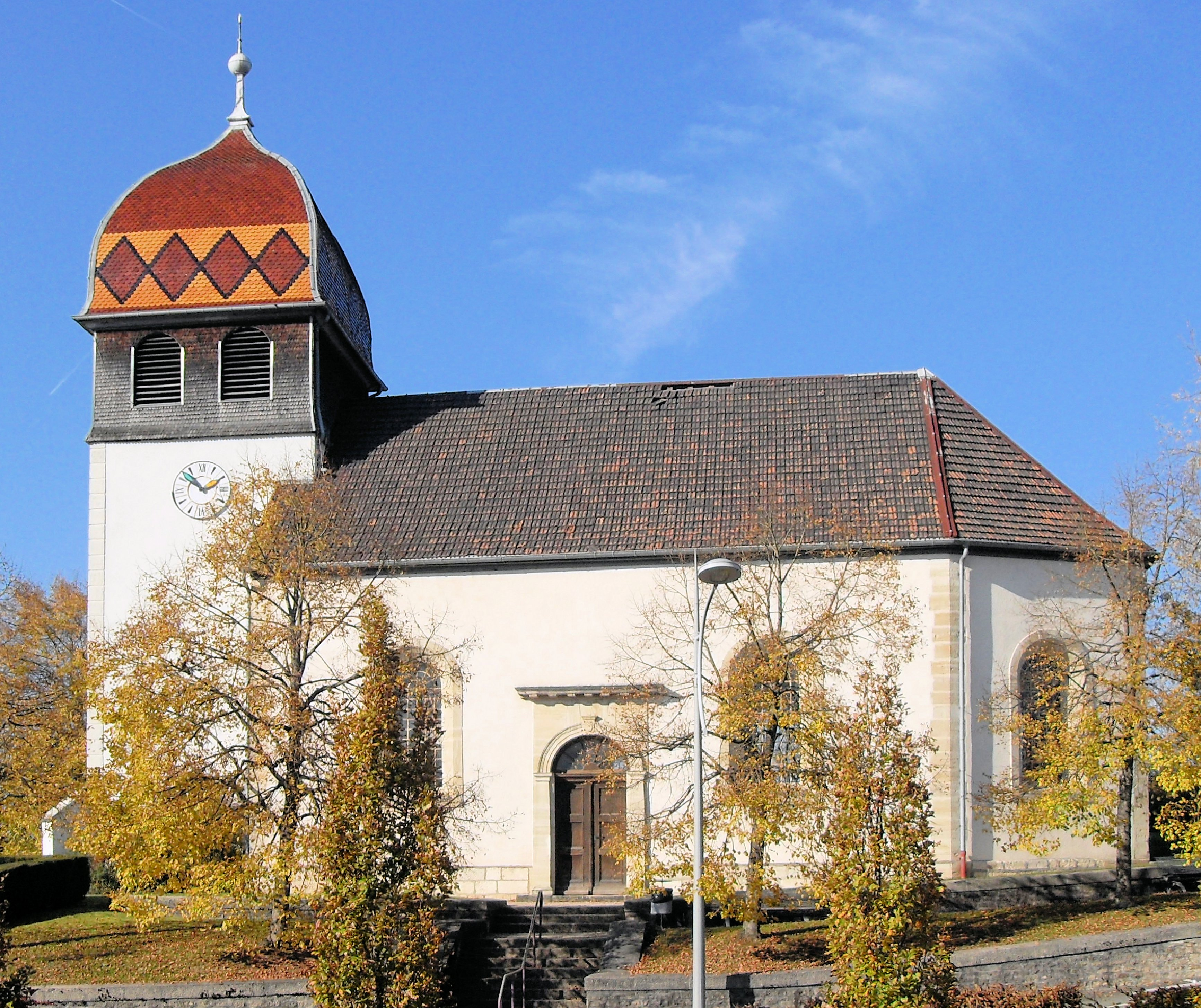
Lutherische Kirche
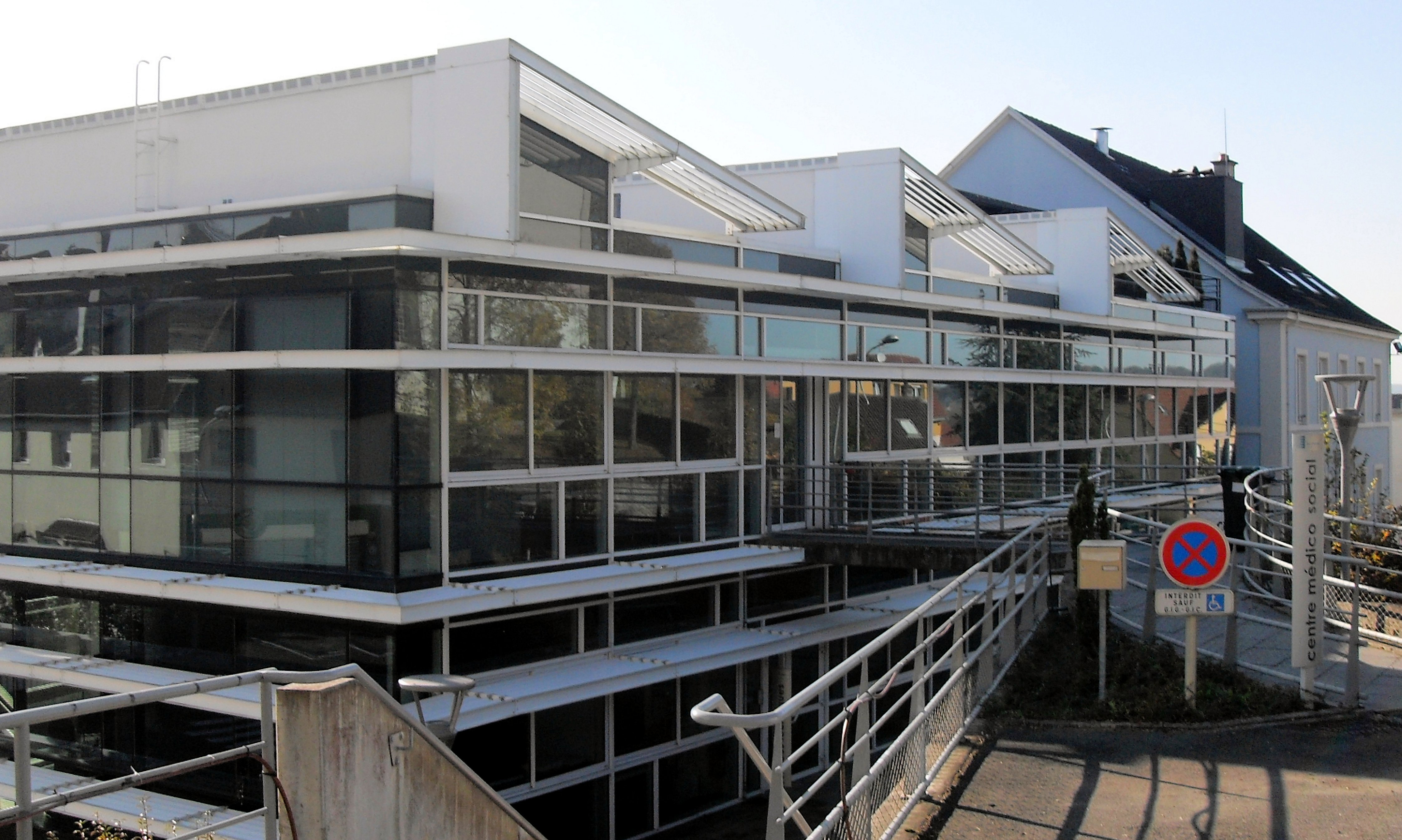
Mairie Étupes
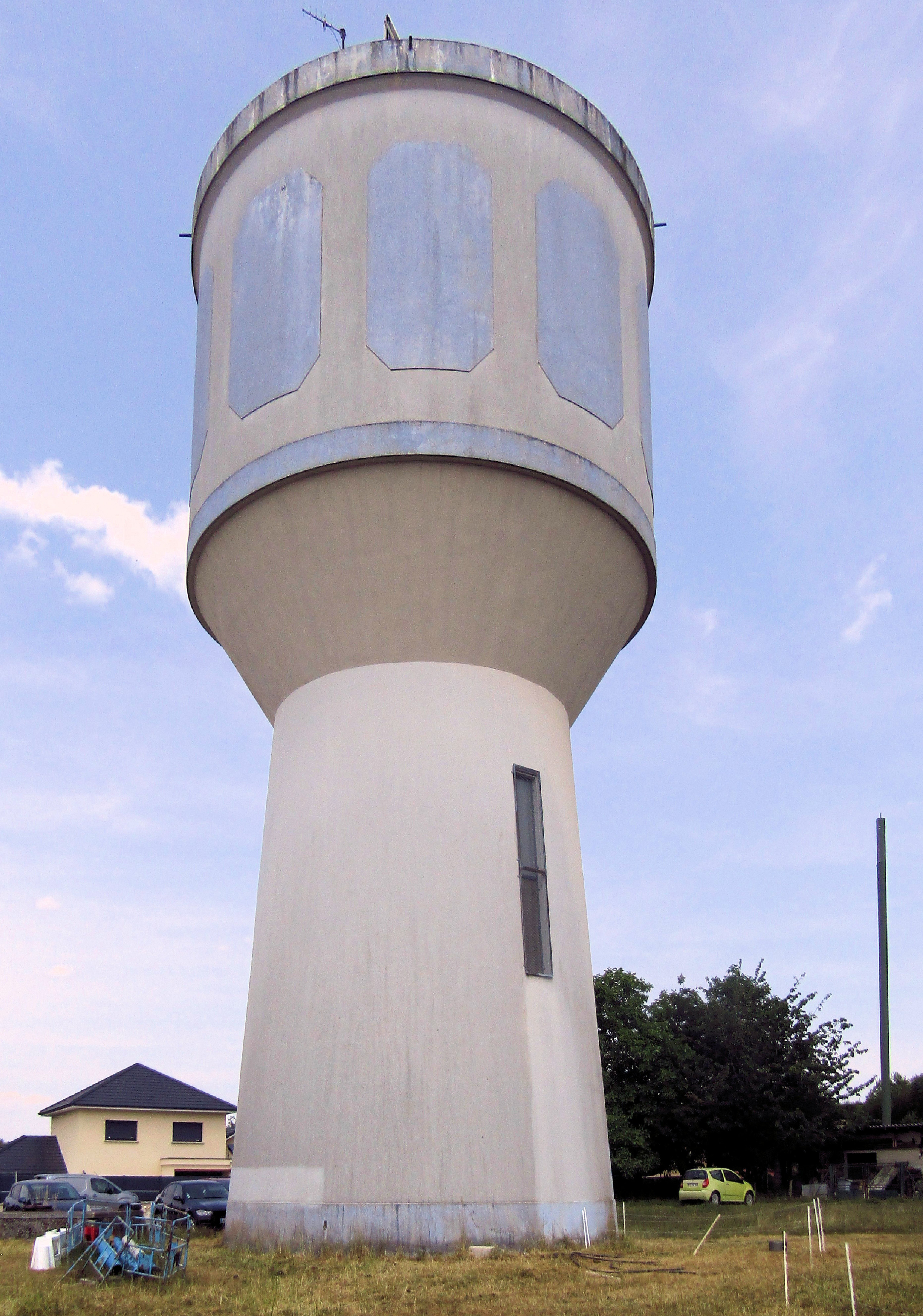
Wasserturm

## Wirtschaft und Infrastruktur
Bis ins 20. Jahrhundert hinein war Étupes eine landwirtschaftlich geprägte Gemeinde. Seit Beginn der Errichtung des Technologieparks (Technoland) in den 1970er Jahren in der Talebene zwischen dem Rhein-Rhône-Kanal und dem Hangfuß des Hochplateaus entwickelte sich Étupes zu einem Industrie- und Gewerbestandort. Mittlerweile gibt es hier mehr als 2000 Arbeitsplätze, was Étupes zu einer Zupendlergemeinde macht. In diesem Technologiepark sind verschiedene Unternehmen der Branchen Druckereiartikel, Maschinen- und Werkzeugbau, Automobilbau und Zubehörartikel, Herstellung von Stahlrohren und Kabeln, Metallbau und Belüftung ansässig. Im Weiteren haben sich zahlreiche Firmen niedergelassen, die im Dienstleistungssektor tätig sind, wie beispielsweise Handels- und Logistikfirmen, Ingenieurbüros, Vertrieb von medizinisch-pharmazeutischen Artikeln, Reinigungs- und Transportunternehmen. Ferner gibt es zahlreiche Geschäfte des Einzelhandels für den täglichen Bedarf sowie weitere große Einkaufsgeschäfte. Auch ein Elektrizitätswerk hat seinen Standort am westlichen Ortsrand.
Die Ortschaft ist verkehrlich gut erschlossen: Sie liegt an der Hauptstraße D463, die von Montbéliard nach Delle führt. Der nächste Anschluss an die Autobahn A36, welche das Gemeindegebiet durchquert, befindet sich in einer Entfernung von ungefähr zwei Kilometern. Weitere Straßenverbindungen bestehen mit Taillecourt, Dasle und Fesches-le-Châtel. Mit der Stadt Montbéliard ist Étupes durch eine Buslinie verbunden.